# Ернар
Ерна́р — мужское имя казахского происхождения. Означает симбиоз мужских черт (Ер — мужчина (каз.) и качеств Нара (верблюда) — опоры пустынных кочевых племен — гибрида одногорбого и двугорбого верблюдов, соединяющего достоинства родителей, являясь чрезвычайно выносливым, и сильным животным. С казахского переводится как сильный, выносливый.
«Ер» с казахского языка переводится как мужчина, богатырь, мужественный, супруг, молодец, удалец, герой, храбрец, отважный. «Нар» — 1) любящий свой народ, 2) сильный, 3) одногорбый верблюд
Распространённое имя у казахов.

## Известные носители
- Айдар, Ернар Жанабаевич  — казахстанский эстрадный певец и автор песен; родом из рода шомекей племени алимулы.
- Чимбаев, Ернар Садитович — казахстанский профессиональный игрок в русский бильярд, мастер спорта международного класса РК.